# Mùa khô

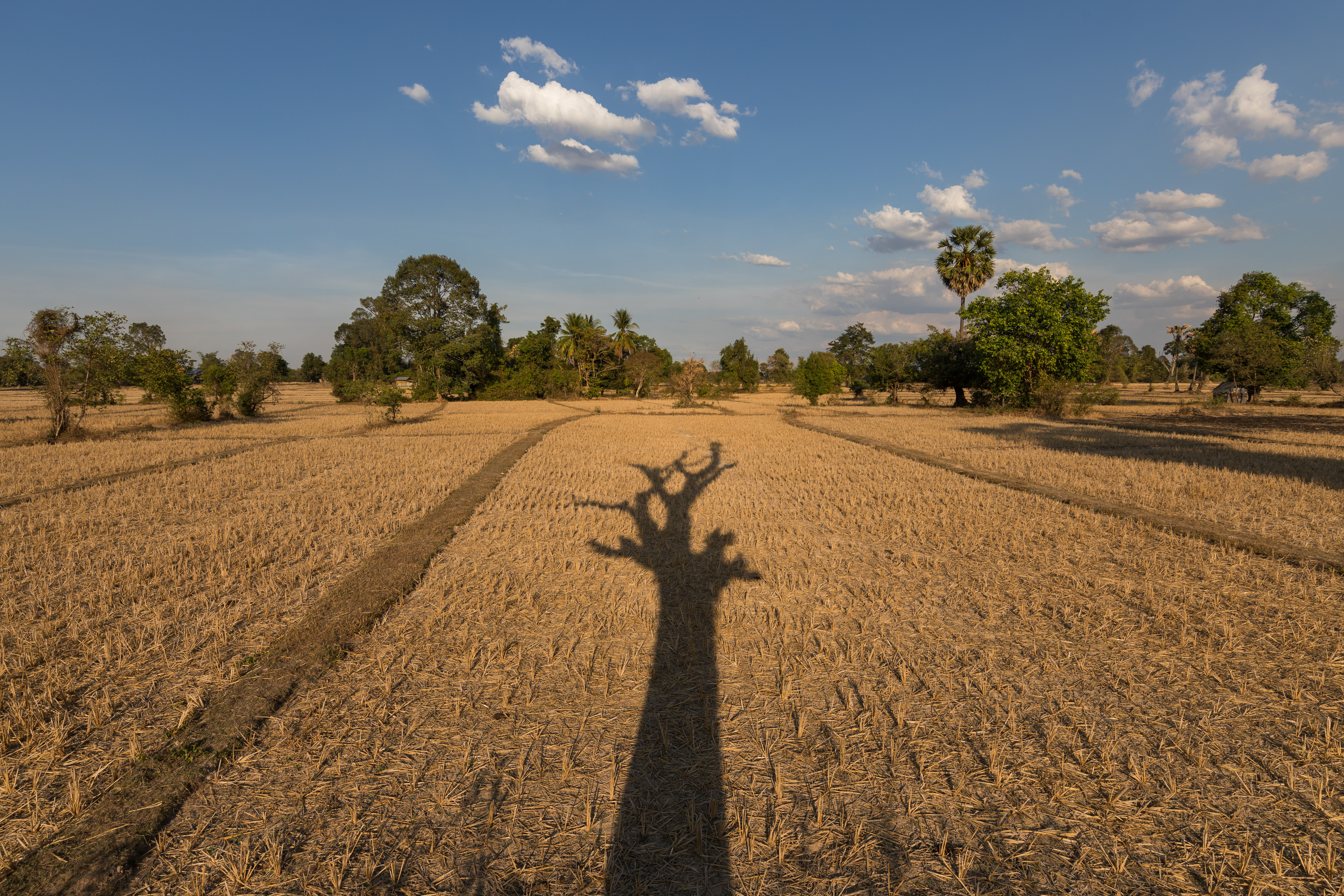
Mùa khô ở Lào. Bóng dài của một cái cây đã chết với những nhánh của nó trên cánh đồng khô Don Det, một ngày nắng với bầu trời xanh và mây trắng, chiều muộn.

Mùa khô là thuật ngữ nói chung được sử dụng để miêu tả thời tiết tại các vùng nhiệt đới. Thời tiết tại các vùng nhiệt đới bị chi phối lớn bởi vành đai mưa nhiệt đới, nó dao động từ vùng nhiệt đới phía bắc tới vùng nhiệt đới phía nam theo chu trình của năm. Vành đai mưa nhiệt đới nằm ở Nam bán cầu khoảng từ tháng 10 tới tháng 3 năm sau, trong thời gian này Bắc bán cầu trải qua mùa khô với lượng mưa là rất nhỏ. Từ tháng 4 đến tháng 9, vành đai mưa nhiệt đới nằm ở Bắc bán cầu và vùng nhiệt đới phía nam trải qua mùa khô của nó.
Vành đai mưa nhiệt đới này kéo dài xa nhất về phía bắc tới khoảng đường hạ chí tuyến cũng như xa nhất về phía nam tới khoảng đường đông chí tuyến. Gần các vĩ độ này thì chỉ có một mùa khô và một mùa mưa mỗi năm. Ở khu vực gần xích đạo thì có hai mùa mưa và hai mùa khô do vành đai mưa đi ngang qua đây hai lần mỗi năm, một lần do vành đai mưa di chuyển về phía bắc và một lần do vành đai này di chuyển về phía nam. Giữa các vùng nhiệt đới và xích đạo, các khu vực có thể trải qua các mùa mưa dài hay ngắn. Tuy nhiên, địa hình khu vực có thể biến đổi đáng kể các mẫu hình khí hậu này.

## Vành đai mưa
Vành đai mưa nhiệt đới nằm ở bán cầu nam khoảng từ tháng 10 đến tháng 3; trong thời gian đó vùng nhiệt đới phía bắc có một mùa khô với lượng mưa thưa thớt hơn, và ngày thường nắng trong suốt. Từ tháng 4 đến tháng 9, vành đai mưa nằm ở bán cầu bắc, và vùng nhiệt đới phía nam có mùa khô. Theo phân loại khí hậu Köppen, đối với khí hậu nhiệt đới, tháng mùa khô được định nghĩa là tháng có lượng mưa trung bình dưới 60 mm (2,4 in).
Vành đai mưa đạt đến gần như xa về phía bắc như Tropic of Cancer và xa về phía nam như Tropic of Capricorn. Gần các vĩ độ này, có một mùa mưa và một mùa khô hàng năm. Ở xích đạo có hai mùa ẩm ướt và hai mùa khô, khi vành đai mưa đi qua hai lần một năm, một lần di chuyển về phía bắc và một lần di chuyển về phía nam. Giữa vùng nhiệt đới và xích đạo, các địa điểm có thể trải qua một mùa ẩm ướt ngắn và dài; và một mùa khô ngắn và dài. Tuy nhiên, địa lý địa phương có thể thay đổi đáng kể các mô hình khí hậu này.

## Hạn hán
Trong mùa khô, độ ẩm rất thấp, khiến một số lỗ tưới nước và sông cạn kiệt. Việc thiếu nước (và thiếu nguồn cung cấp thực phẩm) có thể buộc nhiều động vật chăn thả di cư đến những nơi màu mỡ hơn. Ví dụ về các loài động vật như vậy là: ngựa vằn, voi, hươu cao cổ, tê giác, linh dương và linh dương đầu bò, trâu nước, trâu cape, gaur, heo vòi, emu, đà điểu, rhea và kangaroo. Do thiếu nước trong thực vật, các vụ cháy rừng khá là phổ biến.

## Bệnh tật
Dữ liệu cho thấy ở châu Phi khi bắt đầu mùa khô trùng với sự gia tăng các trường hợp mắc bệnh sởi - mà các nhà nghiên cứu cho rằng có thể là do lượng người tập trung cao hơn vào mùa khô, vì các hoạt động nông nghiệp đều không thể thực hiện được nếu không có hệ thống tưới tiêu. Trong thời gian này, một số nông dân chuyển đến các thành phố, tạo ra các trung tâm có mật độ dân số cao hơn, và cho phép dịch bệnh lây lan dễ dàng hơn.